# Regola dell'ottetto

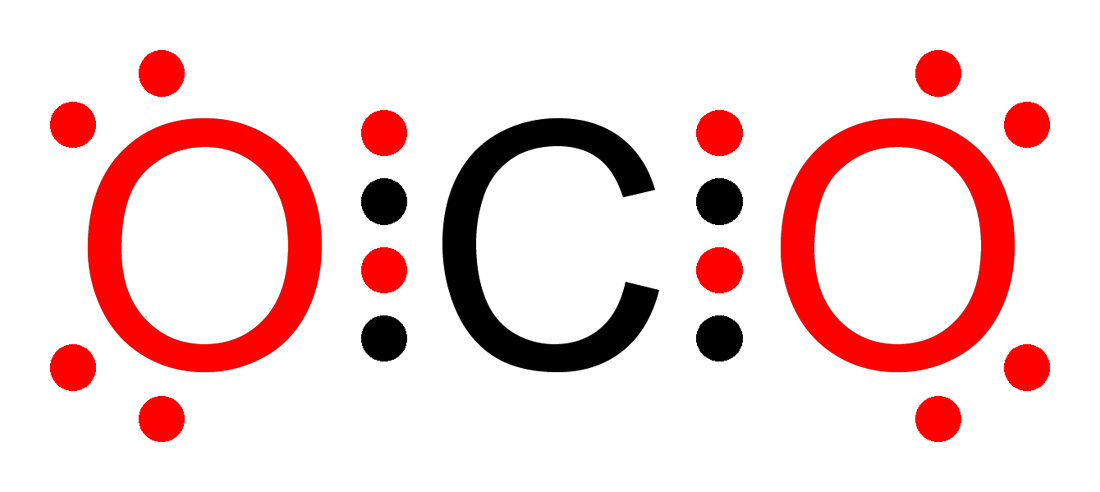
La molecola di anidride carbonica: tutti gli atomi hanno il livello più esterno costituito da otto elettroni e quindi la regola dell'ottetto viene soddisfatta

La regola dell'ottetto è una regola empirica formulata nel 1917 da Gilbert Newton Lewis per spiegare in modo approssimato la formazione di legami chimici tra gli atomi, utilizzabile a rigore solo per gli atomi dei gruppi principali (quelli con numerazione romana) della tavola periodica. La regola enuncia che quando un atomo possiede il livello elettronico esterno completo (detto "guscio di valenza"), in genere costituito da otto elettroni, esso è in una condizione di particolare stabilità energetica, e tende a non formare ulteriori legami. Considerato il fatto che tuttavia il primo livello può contenere al massimo due elettroni, sarebbe meglio parlare di "regola dell'ottetto-duetto".

## Descrizione
Tutti gli elementi tendono ad avere una configurazione elettronica stabile (s2 p6), ovvero a divenire non reattivi o comunque poco reattivi. Gli elementi dei primi gruppi della tavola periodica perdono elettroni attraverso un processo denominato ionizzazione assumendo in tal modo la struttura elettronica del gas nobile che li precede; gli elementi del VI e VII gruppo tendono invece ad acquistare elettroni liberando energia detta affinità elettronica e raggiungendo la struttura elettronica del gas nobile che segue.
Definizione più semplice: un atomo è stabile se possiede otto elettroni nel livello energetico più esterno o se ha completato il livello energetico più esterno. Tutti gli altri atomi tenderanno a perdere, acquistare, mettere in comune elettroni (legame covalente) fino ad arrivare alla configurazione elettronica del gas nobile più vicino nella tavola periodica.
Un'importante eccezione è costituita dall'elio (He), l'unico gas nobile che non ha otto elettroni negli orbitali più esterni, ma solo due. Elementi con numero atomico Z vicino a quello dell'elio come idrogeno, litio e berillio raggiungono una configurazione completa con due elettroni, detta duetto. Un'altra eccezione è rappresentata dai metalli di transizione, nel cui guscio di valenza possono essere ospitati fino a 18 elettroni e si dice che hanno ottetto espanso. Gli elementi a partire dal terzo periodo, analogamente ai metalli di transizione, possono sfruttare gli orbitali d espandendo anche loro l'ottetto (ad esempio PCl5 e SCl6).
Dalla regola dell'ottetto segue che i gas nobili non formano legami, anche se in condizioni particolari è stato possibile ottenere composti di gas nobili (soprattutto di xeno), in particolare ossidi, fluoruri e clatrati.
La regola dell'ottetto è perfettamente spiegata dalla meccanica quantistica. Se n è il numero quantico principale che determina l'energia dell'elettrone nella buca di potenziale coulombiana del nucleo, ci sono numeri quantici secondari che danno piccole differenze energiche, la cosiddetta struttura fine. Il principio di esclusione di Pauli dice che non ci possono essere due elettroni nello stesso stato, cioè con gli stessi numeri quantici.
Il numero di tali stati con lo stesso numero quantico è 2n2. Se n=1 il numero di stati è quindi 2. Se n=2, 2n2=8 ed ecco l'ottetto. Se n=3 si ha 18 e così via. La differenza dei livelli energetici è notevole tra i vari n. Per questo quando è saturo il livello il nucleo ha il livello energetico successivo troppo lontano per attrarre ulteriori elettroni.